# Holywell, Bedfordshire
Holywell är en by i Central Bedfordshire distrikt i Bedfordshire grevskap i England. Byn är belägen 34 km 
från Bedford. Orten har 647 invånare (2015).